# Mary Proctor
Mary Proctor (Dublino, 1862 – 11 settembre 1957) è stata una scrittrice e docente statunitense, nonché divulgatrice di astronomia.
Pur non essendo un'astronoma professionista, divenne nota per i suoi libri e articoli scritti per il pubblico, in particolare per la narrativa per bambini. Nonostante si dichiarasse statunitense, esiste una lista passeggeri del 1924 circa che le attribuisce la cittadinanza britannica.

## Biografia
Mary Proctor nacque a Dublino da Mary e Richard Proctor. Dopo la morte di sua madre sopraggiunta nel 1879, suo padre si risposò e la neo costituita famiglia emigrò negli Stati Uniti stabilendosi a Saint Joseph, nel Missouri, nel 1882.
Il padre di Proctor era un divulgatore astronomico, docente e scrittore. Col tempo la giovane Mary lo assistette sempre più spesso nel suo lavoro, occupandosi della sua biblioteca e correggendo le bozze dei suoi libri prima che venissero pubblicati. Si laureò al London College of Preceptors nel 1898. Il cratere lunare Proctor porta il suo nome, mentre l'omonimo cratere su Marte quello di suo padre.
Nel 1881 aiutò suo padre a fondare la rivista Knowledge. Scrisse una serie di articoli sul tema della mitologia comparata, e dopo un'apparizione ben accolta alla Fiera Colombiana di Chicago del 1893 divenne docente di astronomia. Il suo primo libro intitolato Stories of Starland (1898) fu adottato dal New York City Board of Education. Insegnò astronomia in diverse scuole private mentre frequentava la Columbia University.
Autrice di articoli per quotidiani e riviste, pubblicò numerosi libri popolari. I suoi articoli e libri erano principalmente rivolti ai giovani lettori, e ciò le valse il soprannome di "astronoma dei bambini". I suoi libri erano facili da leggere, accurati, informativi e ben illustrati. Conosciuta e rispettata da molti astronomi professionisti, Proctor fu eletta membro della British Astronomical Association nel 1897 e dell'American Association for the Advancement of Science nel 1898. L'11 febbraio 1916 fu eletta membro della Royal Astronomical Society.

## Opere
- Stories Of Starland, 1895.
- Giant Sun And His Family, 1896.
- "Halley's Comet after 75 years rushes Earthward again", San Francisco Call, August 23, 1908.
- Half Hours With The Summer Stars, 1911.
- Legends Of The Stars, 1922.
- The Children's Book Of The Heavens, 1924.
- Evenings With The Stars, 1924.
- Legends Of The Sun And Moon, 1926.
- The Romance Of Comets, 1926.
- The Romance Of The Sun, 1927.
- The Romance Of The Moon, 1928.
- The Romance Of The Planets, 1929.
- Wonders Of The Sky, 1931.
- Our Stars Month By Month, 1937
- M. Proctor and A. C. D. Crommelin, Comets, 1937.
- Everyman's Astronomy 1939.
- Comets, Meteors And Shooting Stars, 1940.